# بيت العزاني (النادرة)

تعديل مصدري - تعديل

بيت العزاني هي إحدى قرى عزلة الفجرة بمديرية النادرة التابعة لمحافظة إب، بلغ تعداد سكانها 1020 نسمة حسب تعداد اليمن لعام 2004.